# Scraptia thoracica
Scraptia thoracica is een keversoort uit de familie bloemspartelkevers (Scraptiidae). De wetenschappelijke naam van de soort is voor het eerst geldig gepubliceerd in 1877 door Baudi di Selve.